# Ska vi hem till dig... eller hem till mig... eller var och en till sitt?
Ska vi hem till dig... eller hem till mig... eller var och en till sitt? är en svensk TV-komedifilm från 1973, regisserad och skriven av Lasse Hallström. Filmen är Hallströms första och i rollerna ses bland andra Stig Engström, Anita Ekström och Göran Stangertz.

## Handling
Tre unga vänner, Calle, Gunnar och Arne, går ut på en dansrestaurang och hittar var sin tjej. Efter stängningsdags tillbringar de natten med sin respektive tjej och filmen följer parallellt de olika mer eller mindre komiska situationerna som uppstår. För Gunnar och Arne blir natten inte så lyckad, men Calle och hans tjej Cia har mycket roligt tillsammans och bestämmer sig för att fortsätta att träffas.

## Rollista
- Stig Engström – Carl-Göran, "Calle"
- Anita Ekström – Cecilia, "Cia"
- Göran Stangertz – Gunnar
- Lena Lindgren – Berit
- Marvin Yxner – Arne
- Claire Wikholm – Claire
- Wiveka Alexandersson – fru Bovin, Calles granne
- Yvonne Elgstrand – Berits kompis
- Janne Forssell – den onyktre killen
- Christer "Bonzo" Jonsson	– Benke, mannen vid klädinlämningen
- Claes Yngve Jonsson – den onyktre på tunnelbanan
- Lilly Kellberg – kvinnan som säljer "Vakna"
- Anders Stenberg

## Om filmen
Filmen producerades av Hallström och premiärvisades den 2 april 1973 i Sveriges Television.

## Musik
- "Magical Mystery Tour", text och musik: Lennon–McCartney, framförd av The Beatles.[1]